# Cosmopterosis spatha
Cosmopterosis spatha is een vlinder uit de familie van de grasmotten (Crambidae), uit de onderfamilie van de Glaphyriinae. De wetenschappelijke naam van deze soort is voor het eerst gepubliceerd in 2009 door Maria Alma Solis.
De soort komt voor in Costa Rica en Honduras.